# Евзоий Кесарийский
Евзо́ий  (др.-греч. Εὐζώϊος ο Καισαρείας; IV век) — епископ Кесарии Палестинской, христианский писатель.
Место и год рождения неизвестны, но известно, что Евзоий, когда был ещё молодым человеком, то вместе с Григорием, епископом Назианзинским, получил образование у ритора из Кесарии Феспесия. Учителями и единомышленниками Евзоия в отношении догматики были представители партии омиев: Акакий Кесарийский,  Евзоий Антиохийский, Евтихий. В 366 году умирает Акакий Кесарийский и начинается борьба за Кесарийскую кафедру. Кирилл Иерусалимский ставит епископом Кесарии Палестинской Филумена (др.-греч. Φιλουμένος). Евтихий Елевферопольский ставит епископом Кирилла Старца (др.-греч. Κύριλλος ὁ Γέροντος). Затем Кирилл ставит епископом своего родного племянника (сына сестры) Геласия. Епифаний Кипрский в своей книге «Панарион» пишет о том, что все трое ничего не делали, из-за взаимной ссоры; после чего епископом Кесарии был поставлен Евзоий.
Во время своего епископства в Кесарии, Евзоий с большими трудностями пытался восстановить сильно пострадавшую Кесарийскую библиотеку, собранную Оригеном и Памфилом. Во время правления императора Феодосия Евзоий был отлучен от церкви, а на его место поставлен Геласий. 
Иероним Стридонский в своей книге «О знаменитых мужах» сообщает о том, что в конце IV века многие из трактатов Евзоия были широко известны, читаемы, и любой желающий мог с ними познакомиться. Сочинения Евзоия не сохранились.